# 방패모뿔근
방패모뿔근(thyroarytenoid muscle) 또는 갑상피열근(甲狀披裂筋)은 성대주름의 몸통을 형성하며 후두실과 그 부속물의 벽을 지지하는 넓고 얇은 근육이다. 작용하면 성대주름을 짧게 한다.

## 구조
방패연골 속면의 앞쪽과 정중반지방패인대에서 시작하여 근섬유는 뒤가쪽으로 주행한다. 그 후 모뿔연골의 바닥과 앞면에 닿는다.
방패모뿔근의 안쪽 섬유는 모뿔연골의 성대돌기와 모뿔연골 앞면의 인접한 부분에 닿는 띠 모양으로 따로 분리하여 볼 수 있다. 이 부분을 성대근(聲帶筋, vocalis)이라고 부르며 이웃한 성대인대와 나란히 놓여 있다.
꽤 많은 양의 방패모뿔근 섬유는 모뿔덮개주름까지 이어진다. 여기서 일부는 사라지고 나머지는 후두덮개의 모서리까지 계속된다. 이 섬유들은 방패덮개근이라는 별개의 이름이 존재하며 간혹 독립된 근육으로 설명되기도 한다.
적은 양의 섬유는 후두실의 벽을 따라 뻗는데, 모뿔연골 가쪽 벽에서 후두덮개 측면까지 이어진다. 이 부분을 'ventricularis muscle'이라고 한다.

## 기능
서로 다른 붙는 위치와 방향을 가진 두 부분으로 구성되어 있는 방패모뿔근은 그 작용도 복잡하다. 주된 작용은 모뿔연골을 방패연골 쪽(앞쪽)으로 당겨 성대주름을 이완시키며 짧게 만드는 것이다.
그러나 성대주름 쪽으로 이어지는 깊은 부분은 독립적으로 작용할 시 성대주름의 탄력성과 긴장도를 바꾸게 된다. 한편 가쪽 부분은 모뿔연골을 안쪽으로 회전시켜 양쪽 성대주름을 가깝게 만들고, 그 결과 성대문틈새를 좁게 한다. 성대근은 미세하게 성대를 조정하여 노래를 부르거나 성대모사를 할 때 성대의 특정 부분들에 선택적으로 작용한다.

## 추가 이미지

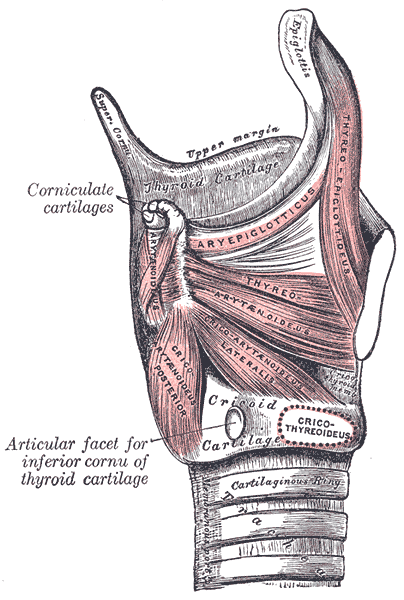
측면에서 본 후두의 근육들. 방패연골의 오른쪽 판은 제거되었다.
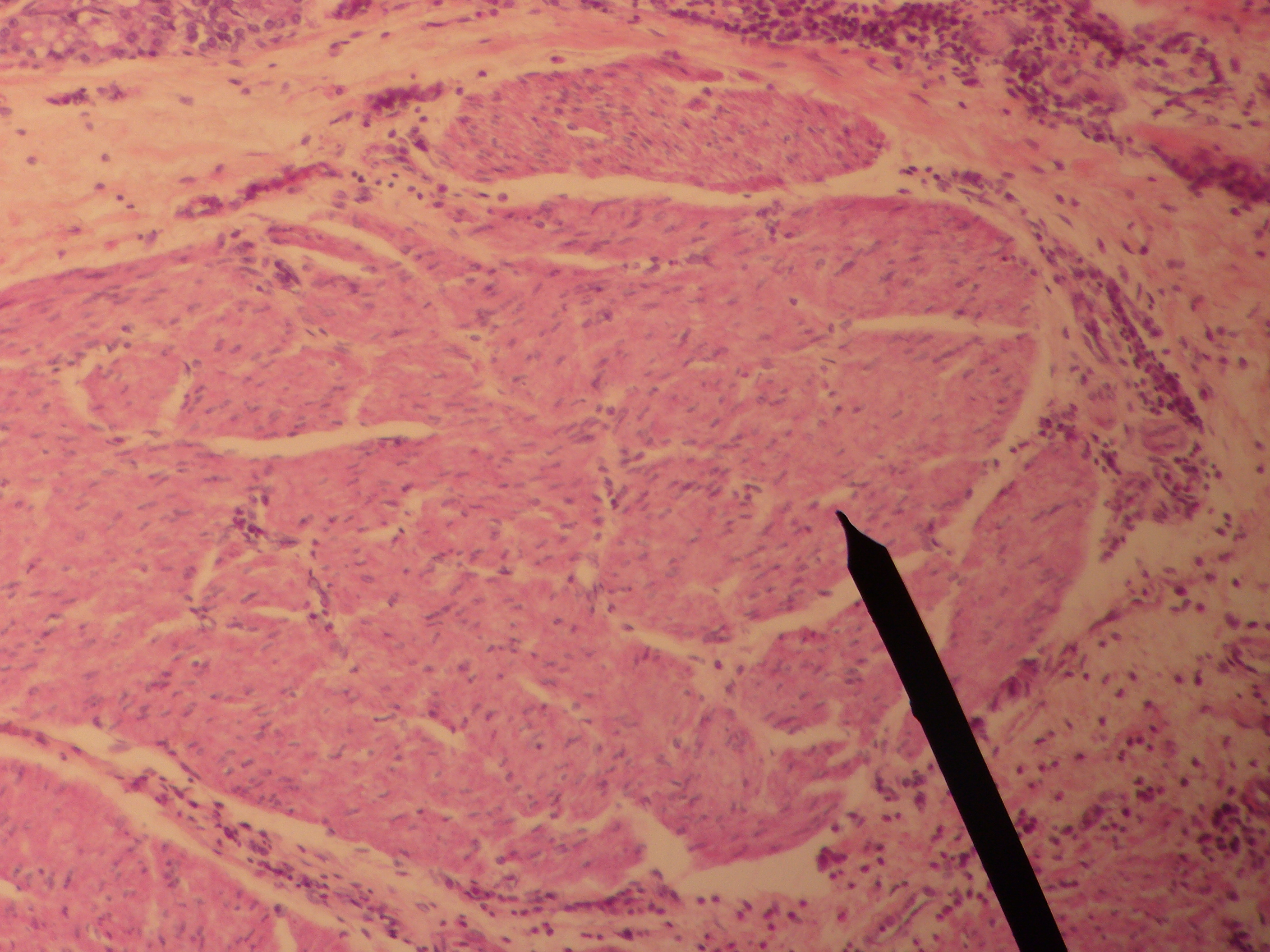
성대근의 단면을 현미경으로 본 사진

## 참고 문헌
이 문서는 현재 퍼블릭 도메인에 속하는 그레이 해부학 제20판(1918) page 1083의 내용을 기초로 작성된 글이 포함되어 있습니다.
1. ↑  Frank H. Netter, MD "Atlas of Human anatomy", 7th Edition, 2019, Plate 91, superior view
2. ↑  대한해부학회 (2017년 1월 25일). 《국소해부학》 3판. 도서출판 고려의학. 604쪽. ISBN 978-89-7043-868-9.